# Coode Peninsula
Coode Peninsula är en halvö i Kanada.   Den ligger i Powell River Regional District och provinsen British Columbia, i den sydvästra delen av landet, 3 600 km väster om huvudstaden Ottawa.
I omgivningarna runt Coode Peninsula växer i huvudsak barrskog. Runt Coode Peninsula är det mycket glesbefolkat, med 2 invånare per kvadratkilometer.